# Alania (geslacht)
Alania is een geslacht van vlokreeften uit de familie van de Stegocephalidae.

## Soorten
Deze lijst is mogelijk niet compleet.
- A. beringi (Berge & Vader, 2001)
- A. calypsonis (Berge, Vader & Galan, 2001)
- A. hancocki (Hurley, 1956)